# Lee Min-jung
Lee Min-jung (* 16. Februar 1982 in Seoul) ist eine südkoreanische Schauspielerin. Im Alter von 25 Jahren graduierte sie von der Sungkyunkwan University in dem Fach Theater. 2013 heiratete sie den Schauspieler Lee Byung-hun. Gemeinsam haben sie einen Sohn und eine Tochter.

## Filmografie

### Filme
- 1996: The Gate of Destiny (귀천도)
- 2003: Wishing Stairs (여고괴담 세번째이야기 – 여우계단)
- 2004: Someone Special (아는 여자)
- 2005: Wet Dreams 2 (몽정기2)
- 2006: Mudori (무도리)
- 2006: Podo Namu-reul Beeora (포도나무를 베어라)
- 2009: Searching for the Elephant (펜트하우스 코끼리)
- 2009: White Night (백야행)
- 2010: Cyrano Agency (시라노; 연애조작단)
- 2012: Wonderful Radio (원더풀 라디오)

### Fernsehserien
- 2005: Love and Sympathy (사랑공감, SBS)
- 2006: Love Me When You Can (있을 때 잘해!!, MBC)
- 2007: Kimcheed Radish Cubes (깍두기, MBC)
- 2008: Who Are You? (누구세요, MBC)
- 2009: Boys Over Flowers (꽃보다 남자, KBS2)
- 2009: Smile, You (그대, 웃어요, SBS)
- 2011: Midas (마이더스, SBS)
- 2012: Big (빅, KBS2)
- 2013: All About My Romance (내 연애의 모든 것, SBS)
- 2014: Cunning Single Lady (앙큼한 돌싱녀, MBC)